# Pabst & Pesch
Pabst & Pesch ist ein 2008 gegründeter belgisch-spanischer Verlag mit Sitz in Raeren und Sant Vicenç de Sarrià (gemeinderechtlich ein Stadtteil von Barcelona).

## Geschichte
Pabst und Pesch sind zwei Raerener Familien, deren Mitglieder heute über die Welt verteilt leben. Beide haben sich traditionell für fortschrittliche Projekte sowie für kulturelle Initiativen an ihrem Heimatort eingesetzt, etwa über die Stiftung Lovius. Claudia Pesch stellte im Laufe ihres Studiums fest, dass wichtige Bücher aus dem deutschen Sprachraum im katalanischen unbekannt waren – und umgekehrt. Deswegen gründete sie 2008 einen Verlag in Raeren-Knipp, um Bücher, die ihr besonders wichtig erschienen, durch Übersetzungen einem neuen Publikum zugänglich zu machen.

## Zielsetzung
Der Verlag versteht sich selbst als Scharnier zwischen Kulturräumen, die sich am Rande eines großen Sprachraums ihre Eigenständigkeit bewahren. Ein besonderer Schwerpunkt liegt auf dem deutschsprachigen Ostbelgien, den sogenannten Ostkantonen, und der Schweiz einerseits, auf der katalanischsprachigen Inselliteratur andererseits. Übersetzt werden vor allem Autoren, deren Stimme im kommerziellen Literaturbetrieb eher nicht zum Tragen kommt.

## Programm
Das Verlagsprogramm bietet drei Buchreihen für Erwachsene, die sich jeweils folgenden Themen widmen:
- Autoren der Balearen und Pityusen (Balearica[1]); zuerst erscheinen Werke Blai Bonets und Cristóbal Serras;
- Werken, die sich mit der Person als Mensch sowie als Individuum mit Wurzeln beschäftigen (Pfade[2]); Als erstes Buch erschien Noch sind wir keine Menschen. Plädoyer für ein menschlicheres drittes Jahrtausend (2010) von Eudald Carbonell Roura und Robert Sala Ramos; und
- Übersetzungen in die Katalanische Sprache von „peripheren“ deutschsprachigen Autoren (Corriols[3]); ein besonderer Schwerpunkt ist das Werk Gerhard Meiers.

Die ersten beiden dieser Reihen erscheinen auf Deutsch. Das Grafikdesign dieser drei Reihen, entworfen von Atipus, erhielt eine Auszeichnung bei der Verleihung der Anuaria-Preise 2009 in der Sparte des besten Buches, des besten Jahrbuches oder des besten Verlagsdesigns.
Der Verlag Pabst & Pesch veröffentlicht auch Kinderbücher in deutscher Sprache (Reihe De Klös, d. h. „Kinder“ auf Raerener Platt). Die ersten Titel dieser Reihe sind Übersetzungen der „Märchen aus aller Welt,“ welche das Kloster Montserrat herausgibt.